# Phyllodoce macrolepidota
Phyllodoce macrolepidota is een borstelworm uit de familie Phyllodocidae. Het lichaam van de worm bestaat uit een kop, een cilindrisch, gesegmenteerd lichaam en een staartstukje. De kop bestaat uit een prostomium (gedeelte voor de mondopening) en een peristomium (gedeelte rond de mond) en draagt gepaarde aanhangsels (palpen, antennen en cirri).
Phyllodoce macrolepidota werd in 1861 voor het eerst wetenschappelijk beschreven door Schmarda.